# Khalid Skah
Khalid Skah (en arabe : خالد سكاح), né le 29 janvier 1967 à Midelt, est un ancien athlète marocain spécialiste des courses de fond.

## Carrière sportive
Khalid Skah, né le 29 janvier 1967 à Midelt, est un athlète marocain, vainqueur du 10 000 mètres aux Jeux olympiques d’été de 1992. 
Khalid Skah débutera la course à pied à l’âge de 10 ans à l'US Fès, l'Union Sportive de Fès, son premier Club. Il remportera dans les Championnats Nationaux Marocains toutes les catégories d'âge depuis Minime jusqu'à Senior. Il décrochera par la suite des titres prestigieux qui marqueront sa carrière de grand athlète mondial en remportant notamment à l'âge de 23 ans son premier titre de champion du monde sur Cross-Country en 1990 à Aix-les-bains et dominera le circuit mondial sur 3000 m, 5000 m et 10000 m pour finir toujours en 1990 Champion d'Afrique au Caire sur 10000 m. Puis, il obtiendra son second titre de Champion du Monde sur Cross-Country en 1991 à Anvers; et gardera toujours par la suite des places d'honneur (4ème - 5ème - 6ème - 7ème CM). 
Il est, l'année suivante, en 1992, sacré Champion Olympique sur 10 000 m aux jeux de Barcelone, à l'issue d'une course controversée. En effet, alors que Khalid Skah est au coude-à-coude avec Kényan Richard Chelimo pour la victoire, le duo rattrape le Marocain Hammou Boutayeb, qui a un tour de retard. Ce dernier s'emploie alors à gêner le Kényan, transgressant le règlement. Dans le sprint final, Khalid Skah s'impose. Mais les juges le disqualifient immédiatement au profit du Kényan, au vu de l’aide que son compatriote lui aurait donnée. Finalement, la disqualification est annulée et la victoire réattribuée à Khalid Skah.
Khalid Skah est nommé en 1992 Citoyen d'Honneur de la Ville de Houilles en clôturant sa participation sur cette course mythique et renommée en France avec une 8ème victoire.
Sur piste, il obtient une médaille de bronze à Tokyo lors des championnats du monde d'athlétisme 1991 et remporte la Coupe du Monde sur 10000m à Londres en 1994. Il remporte un titre de champion du monde de semi-marathon à Oslo en 1994 et une médaille d'argent aux championnats du monde d'athlétisme 1995 sur 10 000 m à Goteborg.  
Il est finaliste du 10 000 m, en prenant la 7ème place, aux Jeux olympiques d'Atlanta en 1996, à l'amorce desquels il est porte-drapeau de la délégation marocaine lors de la cérémonie d'ouverture.  
Il décroche également la médaille de bronze aux championnats du monde de semi-marathon 1998, à Zurich, en Suisse. 
Il mettra fin à sa carrière internationale en 2003.

### Palmarès

#### Jeux olympiques d'été
- Jeux olympiques d'été de 1992 à Barcelone :
  -  Champion Olympique du 10 000 m

#### Championnats du monde
- Championnats du monde d'athlétisme 1991 à Tokyo :
  -  Médaille de bronze du 10 000 m
- Championnats du monde d'athlétisme 1995 à Göteborg :
  -  Médaille d'argent du 10 000 m

#### Autres titres
- Champion du monde de cross country en 1990 et 1991
- Champion du monde de semi-marathon en 1994
- Championnats du monde Médaille de bronze du semi-marathon en 1998

### Records
- Record du monde du relais Ekiden 42KM195M en 1995 .
- Record du monde du 2 miles en 1993.